# Rio Galinhas
Rio Galinhas ou Rio Juncal é um afluente do Rio Ovelha, na sub-bacia do Tâmega, Bacia do Douro. A sua foz é no concelho de Marco de Canaveses perto de Fornos. No seu percurso de quase 9 quilómetros passa pela freguesia que lhe dá o nome.
1. ↑  Associação dos Amigos do Rio Ovelha. «Serra da Aboboreira»
2. ↑  SNIRH. «Atlas da Água»
3. ↑  IGeoESIG. «Rio Galinhas»[ligação inativa]

Rio Ovelha OE 118127994